# Saint-Seurin-de-Bourg
Saint-Seurin-de-Bourg är en kommun i departementet Gironde i regionen Nouvelle-Aquitaine i sydvästra Frankrike. Kommunen ligger i kantonen Bourg som tillhör arrondissementet Blaye. År 2022 hade Saint-Seurin-de-Bourg 419 invånare.

## Befolkningsutveckling
Antalet invånare i kommunen Saint-Seurin-de-Bourg
Referens:INSEE